# Ivan Paskevitsj
Ivan Fjodorovitsj Paskevitsj (Russisch: Иван Фёдорович Паскевич) (Poltava, 18 augustus 1782 — Warschau, 20 januari 1856) was een Russisch generaal.
De in Poltava geboren telg uit een familie van kozakken volgde de Militaire Academie in Sint-Petersburg en werd in 1800 beëdigd als officier van de Russische Keizerlijke Garde. Tussen 1800 en 1805 was hij aide-de-camp van de tsaar. Hij onderscheidde zich in de Slag bij Austerlitz.
Na zijn overwinningen in de Russisch-Perzische Oorlog (1826-1828) werd hij in 1828 Graaf van Jerivan. Daaropvolgend boekte hij in de Russisch-Turkse Oorlog van 1828-1829 belangrijke overwinningen in Transkaukasië en Oost-Anatolië. In 1828 werden verschillende pleinen in Tbilisi naar zijn overwinningen vernoemd, zoals het Paskevitsj-Jerevanplein en het Abbasabadplein.
In 1831 werd hij namestnik of onderkoning van Polen.
Paskevitsj stond in 1849 aan het hoofd van de Russische troepen die de Hongaarse Revolutie van 1848 neersloegen. Hij hield er het ereburgerschap van de stad Pest aan over. 

## Militaire loopbaan
- Tweede luitenant: 5 oktober 1800 - 17 oktober 1800[1]
- Flügel-adjudant: 17 oktober 1800[1]
- Kapitein: januari 1808[1]
- Kolonel: 21 juni 1809[1]
- Generaal-majoor: 10 december 1810[1]
- Luitenant-generaal: 20 oktober 1813[1]
- Adjudant-generaal: 12 februari 1825 - 24 december 1824[1]
- Generaal der Infanterie: 3 september 1826[1]
- Veldmaarschalk: 4 oktober 1829[1]

(Veldmaarschalk in de legers van het Keizerrijk Rusland, Pruisen en Oostenrijk)

## Onderscheidingen
- Prins van Jerevan (kniaz Jerivanski) in 1828[1]
- Prins van Warschau (Svetlejsji kniaz Varsjavski) op 16 september 1831[1]
- Orde van Sint-Andreas de Eerstgeroepene met Diamanten[1]
- Orde van Sint-Joris
  - 1e klasse op 27 juli 1829 - 1 augustus 1829[1]
  - 2e klasse op 29 oktober 1827 - 10 november 1827[1]
  - 3e klasse op 11 februari 1811[1]
  - 4e klasse op 7 juli 1810 - 19 juli 1810[1]
- Ridder in de Orde van de Witte Adelaar in 1831
- Orde van Sint-Vladimir
  - 1e klasse op 17 augustus 1827
  - 2e klasse in 1812[1]
  - 3e klasse op 29 juni 1810[1]
  - 4e klasse in 1807[1]
- Orde van Sint-Anna met Diamanten[1]
  - 1e klasse in juni 1812[1]
  - 2e klasse in 1809[1]
  - 3e klasse
  - 4e klasse
- Pruisische Gouden eresabel met Diamanten[1]
- Russisch Gouden eresabel voor dapperheid met Diamanten in 1807[1]
- Medaille met inscriptie "Voor 45 jaar van Verdienste"[1]
- Orde van de Zwarte Adelaar met Diamanten in 1829[1]
- Ridder in de Orde van de Olifant in 1850[1]
- Pour le Mérite in december 1807
  - Eikenloof
- Grootkruis in de Orde van de Rode Adelaar met Diamanten[1]
- Grootkruis in de Orde van Maria Theresia[1]
- Grootkruis in de Orde van Aviz
- Grootkruis in de Militaire Willems-Orde op 19 april 1849[2][1]
- Grootkruis in de Virtuti Militari
- Ridder in de Orde van de Leeuw en de Zon in 1828[1]
- Grootkruis in de Militaire Max Joseph-Orde in 1849[1]
- Alexander Nevski-orde met Diamanten in 1814[1]
- Grootkruis in de Orde van de Heilige Stefanus met Diamanten[1]
- Orde van de Witte Adelaar in 1830[1]
- Grootkruis in de Militaire Orde van Verdienste in 1850[1]
- Grootkruis in de Orde van de Heilige Lodewijk voor Civiele Verdienste in 1850[1]
- Gouden Kruis in 1810[1]
- Orde van de Heilige Ferdinand en de Verdienste[1]
- Orde van de Halve Maan[1]

- Bibliothèque nationale de France: cb17892390g (data)
- Gemeinsame Normdatei: 124606989
- International Standard Name Identifier: 0000 0000 5541 9416
- Library of Congress Control Number: n92052084
- Nationale Bibliotheek van Tsjechië: js2005269454
- Nationale Bibliotheek van Israël: 987007272056505171
- Nationale Bibliotheek van Polen: a0000001180843
- Nederlandse Thesaurus van Auteursnamen: 171538080
- SNAC: w61c2mbm
- Système universitaire de documentation: 257700161
- Virtual International Authority File: 53344655
- WorldCat: E39PBJth66tHtPGywFWTV94rMP